# Stefano Bises
Stefano Bises (Roma, 20 luglio 1964) è uno sceneggiatore e produttore televisivo italiano, candidato al David di Donatello per la migliore sceneggiatura originale per Esterno notte.

## Biografia
Stefano Bises ha iniziato a lavorare nel 1986 come giornalista nella redazione di Telemontecarlo. Ha inoltre condotto il programma TMC News. Nel 1999, ha scritto un episodio della serie televisiva Baldini e Simoni, andata in onda su Rai 2. Successivamente, si è dedicato alla scrittura della serie La squadra e Distretto di Polizia. Nel 2006, ha lavorato alla serie con Raoul Bova Attacco allo Stato. Nel 2011, ha debuttato al cinema scrivendo la sceneggiatura del film La vita facile, diretto da Lucio Pellegrini. Dal 2014 al 2016, si è dedicato alla scrittura di Gomorra - La serie. Dal 2016 al 2020, ha lavorato alla miniserie The New Pope, con Jude Law e John Malkovich. Nel 2021, ha scritto Speravo de morì prima e, l'anno seguente, il film The Hanging Sun - Sole di mezzanotte con Alessandro Borghi e Jessica Brown Findlay, la serie Il re con Luca Zingaretti e Esterno notte, per la quale è stato candidato al David di Donatello per la migliore sceneggiatura originale.

## Filmografia

### Sceneggiatore

#### Cinema
- La vita facile, regia di Lucio Pellegrini (2011)
- Contromano, regia di Antonio Albanese (2018)
- The Hanging Sun - Sole di mezzanotte, regia di Francesco Carrozzini (2022)
- Esterno notte, regia di Marco Bellocchio (2022)
- Adagio, regia di Stefano Sollima (2023)
- La città proibita, regia di Gabriele Mainetti (2025)

#### Televisione
- Baldini e Simoni - serie TV, episodio 1x07 (1999)
- La squadra - serie TV, 19 episodi (2001-2002)
- Distretto di Polizia - serie TV, 4 episodi (2003-2005)
- Ho sposato un calciatore - miniserie TV (2005)
- Gente di mare - serie TV (2005)
- R.I.S. - Delitti imperfetti - serie TV, 2 episodi (2005-2007)
- Attacco allo Stato - miniserie TV (2006)
- L'ispettore Coliandro - serie TV, episodio 1x04 (2006)
- Medicina generale - serie TV, episodio 1x03 (2007)
- Il capo dei capi - miniserie TV, 6 episodi (2007)
- L'ultimo padrino - miniserie TV (2008)
- Squadra antimafia - Palermo oggi - serie TV, 6 episodi (2009)
- Tutti pazzi per amore - serie TV, 20 episodi (2009-2011)
- Una grande famiglia - serie TV (2012)
- Questo nostro amore - serie TV (2012)
- Un'altra vita - miniserie TV (2014)
- Gomorra - La serie - serie TV, 21 episodi (2014-2016)
- La mafia uccide solo d'estate - serie TV, 9 episodi (2016-2018)
- Il miracolo - serie TV, 8 episodi (2018)
- ZeroZeroZero - serie TV, episodio 1x01 (2019)
- The New Pope - miniserie TV, 9 episodi (2019-2020)
- Speravo de morì prima - miniserie TV (2021)
- Il re - serie TV (2022)
- Everybody Loves Diamonds - serie TV (2023)
- Unwanted - Ostaggi del mare - miniserie TV, 8 episodi (2023)
- M - Il figlio del secolo – miniserie TV, 8 episodi (2024)

#### Cortometraggi
- The Legend of Red Hair, regia di Stefano Sollima (2018)

### Produttore
- ZeroZeroZero - serie TV, 8 episodi (2019-2020)

### Attore
- Il candidato - Zucca presidente - serie TV, episodio 2x14 (2015)

## Riconoscimenti
- David di Donatello
  - 2023 - Candidatura alla migliore sceneggiatura originale per Esterno notte